# Mémorable
Mémorable es un cortometraje dramático de animación francés de 2019 escrito y dirigido por Bruno Collet. La película stop-motion trata sobre la enfermedad de Alzheimer y fue nominada a un premio de la Academia.

## Argumento
La película trata sobre la relación entre Louis, un pintor que sufre de alzheimer, y su esposa Michelle. Al principio, Louis parece simplemente olvidadizo, pero a medida que avanza la película, su demencia se hace evidente. El espectador experimenta mucho de esto desde el punto de vista de Louis; los objetos se derriten y cambian de forma en su mano. Cuando Louis se encuentra con otros personajes, como el médico al que lo lleva Michelle, parecen extraños y monstruosos. Consciente de su condición, Louis graba notas en objetos domésticos para recordar su uso, pero este esfuerzo termina con él sentado en un mar de notas sueltas. Michelle nota el efecto que la condición de Louis tiene en sus pinturas cada vez más abstractas.
Al final de la película, Louis ya no reconoce a Michelle, quien ahora se le aparece como una figura translúcida hecha de pinceladas dispersas. Aun así, Louis está atónito por la belleza de Michelle. Bailan juntas hasta que Michelle se disuelve en un remolino de puntos flotantes.

## Producción
Bruno Collet se inspiró para crear la película cuando vio las pinturas de William Utermohlen, un pintor estadounidense que siguió trabajando durante su diagnóstico de la enfermedad de Alzheimer. La película está hecha principalmente con animación stop-motion, pero también se utilizan efectos 3D generados por computadora.

## Premios
La película se estrenó en el Festival Internacional de Cine de Animación de Annecy donde ganó el Cristal al Cortometraje, el Premio del Público y el Premio del Jurado Junior al Cortometraje. También fue nominado al Premio de la Academia al Mejor Cortometraje de Animación.